# Dystrybucjonizm
Dystrybucjonizm (łac. distributio ‘podział’ i gr. ismos ‘nauka’) – doktryna polityczna odrzucająca zarówno kapitalizm z monopolami, jak i cechujący się wszechwładzą państwa socjalizm, uważając je za ustroje w równym stopniu krępujące indywidualizm i ograniczające własność. Postuluje stworzenie systemu społeczno-gospodarczego opartego na upowszechnieniu drobnej własności w handlu, rzemiośle i rolnictwie.
Jej twórcami byli Gilbert Keith Chesterton i Hilaire Belloc, myśliciele konserwatywni, pozostający pod wpływem katolickiej nauki społecznej (encyklika Rerum Novarum papieża Leona XIII).

## Historia
Powstanie idei dystrybucjonizmu oparte było na dziewiętnasto- i dwudziestowiecznym nauczaniu papieskim, zapoczątkowanym encykliką papieża Leona XIII Rerum Novarum. W latach trzydziestych XX wieku w Stanach Zjednoczonych, temat dystrybucjonizmu był poruszany przez szereg artykułów Chestertona, Belloca i innych autorów w The American Review, publikowanym przez Sewarda Collinsa. Najważniejsze prace poruszające tę tematykę to The Servile State oraz Outline of Sanity.
Dystrybucjonizm został potem zaadaptowany przez Catholic Worker Movement, łącząc go z myślą Dorothy Day oraz Petera Maurina. Dystrybucjonizm miał również wpływ na Antigonish Movement, który wprowadzał w życie niektóre idee dystrybucjonizmu, przede wszystkim pomoc ubogim.

## Relacje względem innych doktryn politycznych

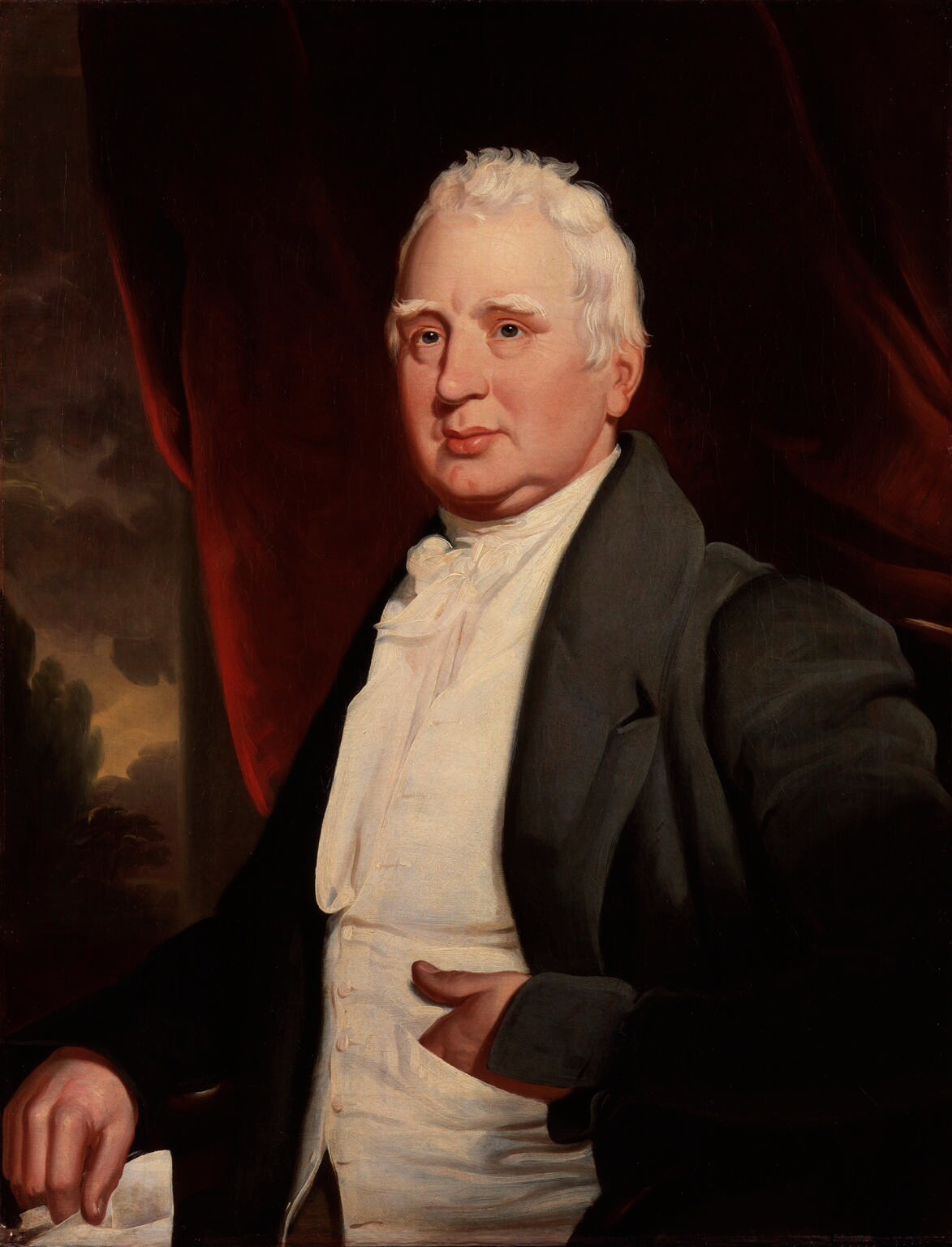
Poglądy społeczne Williama Cobbetta miały wpływ na Chestertona.

Stanowisko dystrybucjonistów w porównaniu do innych filozofii politycznych jest paradoksalne i skomplikowane. Mocno zakorzeniony w organicznym, ale bardzo angielskim katolicyzmie, dystrybucjonizm popiera tradycyjne i rolnicze wartości kulturowe. Dystrybucjoniści wyznawali swego rodzaju „liberalizm”, ale zdecydowanie różny od głównego nurtu. Ów „liberalizm”, będąc pod wpływem Williama Cobbetta oraz Johna Ruskina, którzy połączyli go z niejakim radykalizmem, nie kwestionując ustaloną pozycję establishmentu, lecz zachęcając do odnowy, a nie rewolucji. Ich idea „liberalizmu” miała stanowić próbę przywrócenia tradycyjnej wolności Anglii i jej ludzi, która została im zabrana między innymi przez rewolucję przemysłową.
Choć zbieżny z pewnymi elementami tradycyjnych Torysów, w szczególności z uznaniem średniowiecznego i organicznego społeczeństwa, istniało kilka istotnych punktów spornych. Choć wielu konserwatystów było zdecydowanie przeciwstawnych reformom, dystrybucjoniści jednak w niektórych przypadkach postrzegali to nie jako obronę słusznej tradycyjnej koncepcji Anglii, ale w wielu przypadkach, umacnianie szkodliwych błędów i innowacji. Belloc wyraźnie przeciwstawiał się protestantyzmowi jako koncepcji oraz schizmie z Kościołem katolickim w ogóle, a drugi podział świata chrześcijańskiego (Christianitas) w XVI wieku, postrzegał jako jedno z najbardziej dramatycznych zdarzeń w historii Europy.
Wiele z pism Dorothy L. Sayers w sprawach społecznych i gospodarczych ma wiele wspólnego z dystrybucjonizmem, aczkolwiek sam Sayers nigdy się z nim nie identyfikowała. Możliwe, że była pod wpływem tych idei, ale mogła również sama dojść do podobnych wniosków. Jako Anglikanka budowała swoje poglądy na teologii stworzenia i wcielenia, które nieco różnią się od tej katolików Chestertona i Belloca.

## Poglądy ekonomiczne

### System cechowy
Rodzaj ładu ekonomicznego proponowany przez wczesnych myślicieli dystrybucyjnych zakładałby powrót do pewnego rodzaju systemu cechowego. Obecnie istniejące związki zawodowe nie spełniają tej roli w ładzie ekonomicznym proponowanym przez dystrybucjonistów, ponieważ organizacje te są zorganizowane „poziomo” i obejmują tylko daną klasę społeczną, przez co promują interesy klasowe, podczas gdy cechy są połączonymi konsorcjami zrzeszającymi pracowników i pracodawców dla osiągnięcia wspólnych korzyści.

### Banki
Dystrybucjonizm jest przeciwny obecnemu systemowi prywatnych banków, a dokładniej jego sposobowi wytwarzania dochodów. To nie oznacza konieczności nacjonalizacji, ale jakiegoś rodzaju udziału rządu w zarządzaniu systemem bankowym.
Dystrybucjonizm alternatywy dla banków upatruje w spółdzielczych kasach oszczędnościowo-kredytowych.

### Polityka antymonopolowa
Idee dystrybucjonistów wydają się mieć duży wpływ na przepisy anty-monopolowe w Ameryce i Europie, mających na celu zmniejszenia nadmiernej koncentracji kapitału i produkcji w jednej lub tylko kilku firmach, trustach oraz kartelach. Zgodnie z tą filozofią Chesterton wyjaśniał, że zbyt dużo kapitalizmu oznacza za mało kapitalistów. Przepisy amerykańskie starają się zapobiegać koncentracji władzy ekonomicznej w danej branży w rękach niewielkiej ilości firm. Powodem takiego podejścia jest założenie, że działalność gospodarcza wielu zdecentralizowanych podmiotów gospodarczych jest lepsza dla społeczeństwa, niż monopol jednej lub kilku firm, które mogą narzucać społeczeństwu nieuczciwe ceny.

## Poglądy geopolityczne

### Ład polityczny
Dystrybucjonizm nie faworyzuje żadnej formy rządów. Nie popiera również anarchizmu, aczkolwiek niektórzy dystrybucjoniści, jak Dorothy Day, byli także anarchistami. Dystrybucjonizm nie popiera skrajnych rozwiązań politycznych jak libertarianizm, hiper-indywidualizm i kolektywizm.

### Partie polityczne
Dystrybucjoniści nie przywiązują się do jednej krajowej partii politycznej lub w jakiejkolwiek innej części świata. Istnieją nowoczesne partie polityczne w Wielkiej Brytanii, które czerpią z poglądów dystrybucjonistów, jak Brytyjska Partia Narodowa oraz British National Front, a w Polsce Narodowe Odrodzenie Polski oraz powstałe z jego byłych członków ugrupowanie Trzecia Droga.

### Wojna
Dystrybucjoniści zwykle używają teorii wojny sprawiedliwej w celu ustalenia, czy wojna powinna być zwalczana, czy nie. Historyczne stanowisko dystrybucjonistycznych myślicieli dają wgląd w ich poglądy na temat konfliktów. Zarówno Belloc i Chesterton przeciwstawiali się agresywnemu brytyjskiemu imperializmowi, szczególnie podczas II wojny burskiej, wspierali natomiast brytyjski udział w I wojnie światowej.